# Övelgönne

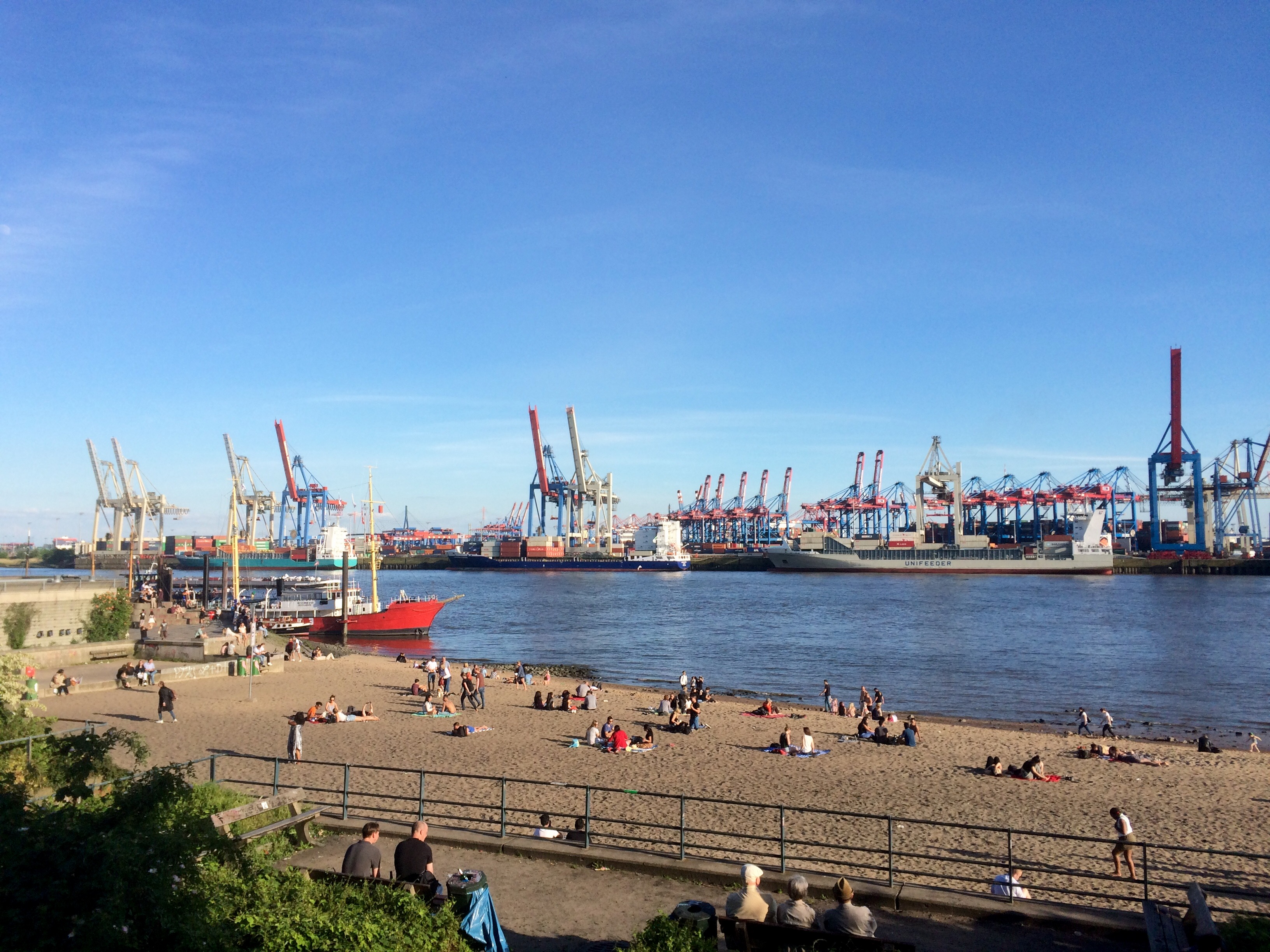
Elbstrand mit Blick auf den Hafen

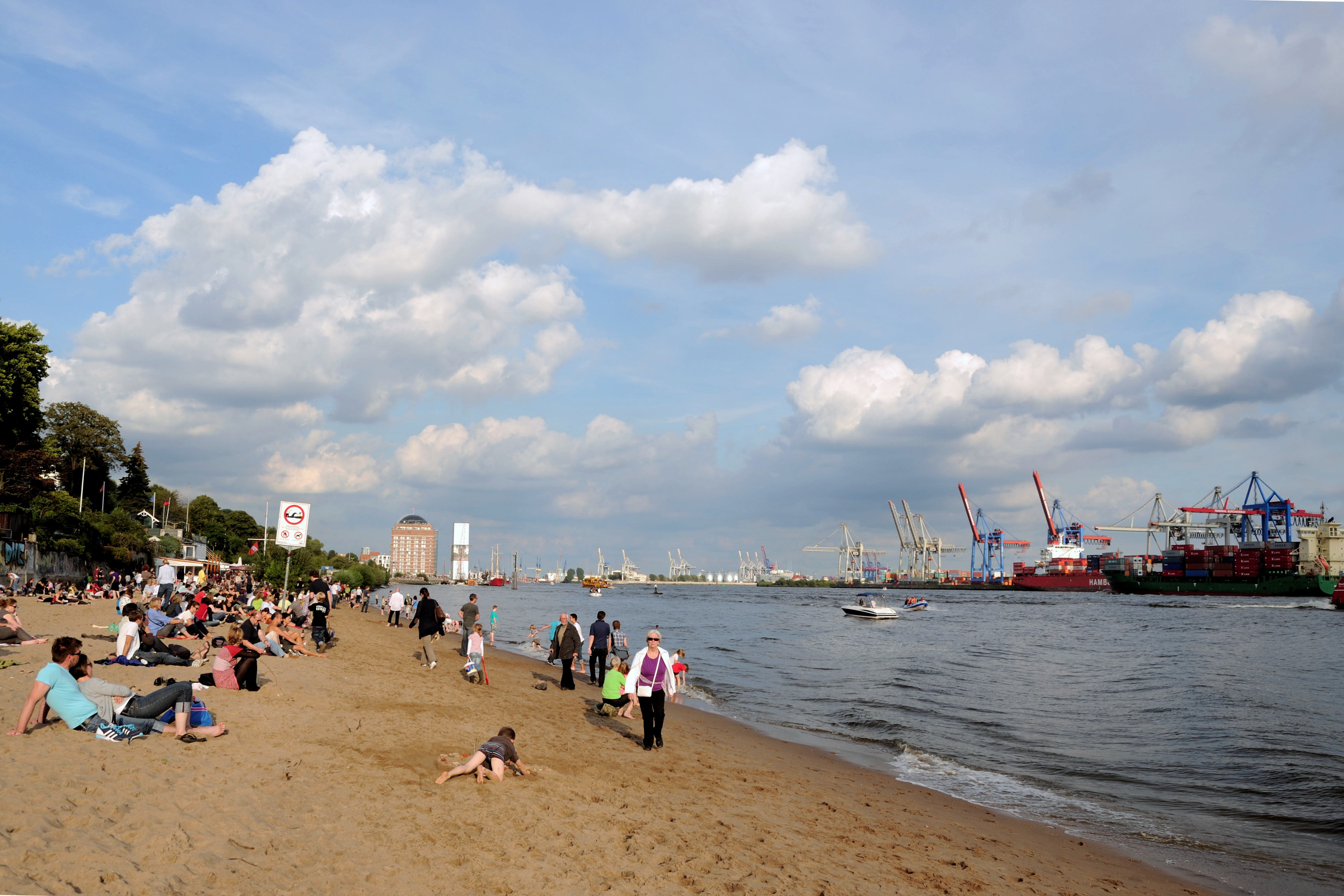
Elbstrand in Övelgönne

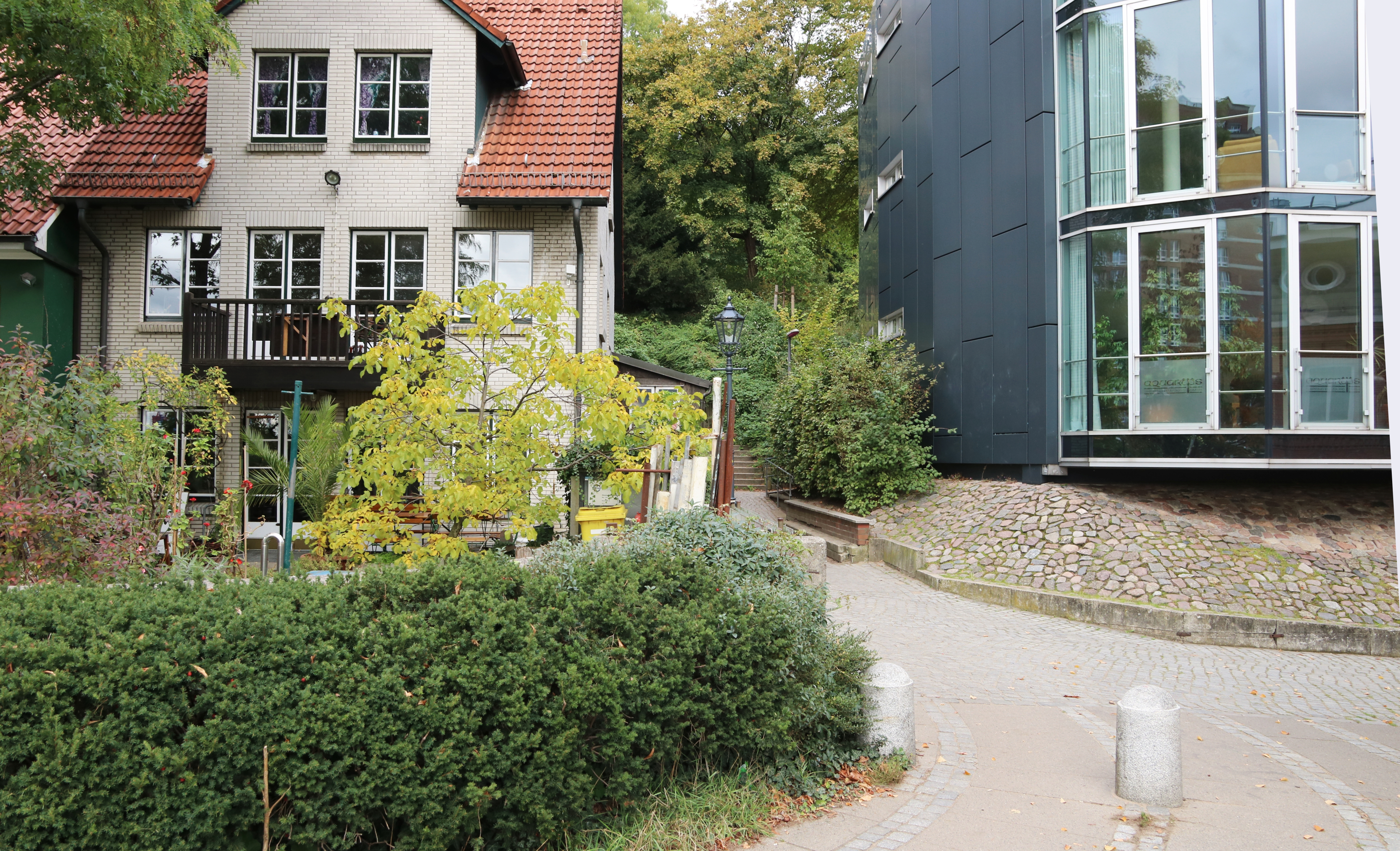
Bebauung an der Straße Neumühlen

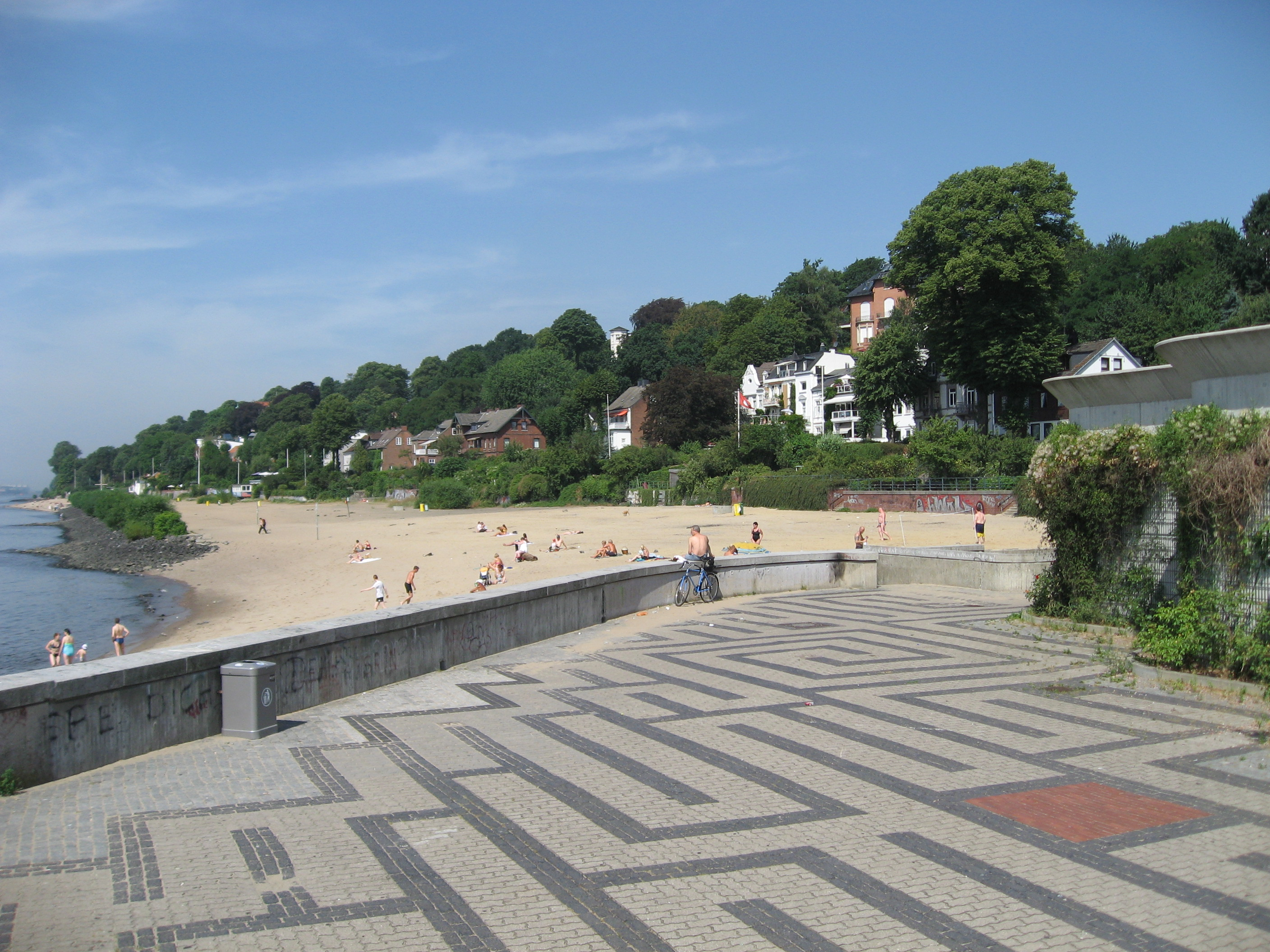
Blick auf den Sandstrand

Övelgönne (auch Oevelgönne) war bis 1890 eine Landgemeinde im Kreis Pinneberg, bis 1938 ein Stadtteil von Altona und ist seitdem ein Teil des Hamburger Stadtteils Othmarschen.

## Name
Der Name des Stadtteils bedeutet „Übelgunst“ und bezieht sich dabei entweder auf die zwielichtige Einstellung der ersten Bewohner oder aber auf die schlechte Bebaubarkeit des Geländes. Einer anderen Überlieferung zufolge kommt der Name von „Übel gegönnt“ (övel gönnt) und deutet auf die Missgunst der Ottensener Bevölkerung gegenüber den Övelgönnern hin. Diese hatten aufgrund ihrer flussnahen Wohnlage die Möglichkeit, sich wertvolles Strandgut, das die Elbe freigab, vor allen anderen anzueignen. Bereits seit vielen Jahren gibt es einen Streit um die richtige Schreibweise. Zur Diskussion stehen „Oevelgönne“ und „Övelgönne“.
Heute bezeichnet man so nur noch den entsprechenden Abschnitt des Elbstrands in Hamburg, elbabwärts des Museumshafens Oevelgönne am Schiffsanleger Neumühlen gelegen, und den schmalen Fußgängerweg, den zahlreiche alte Häuser säumen, die teilweise mehrere hundert Jahre alt sind und lange Zeit von Lotsen und Schiffskapitänen bewohnt wurden. Vom Fußgängerweg Övelgönne führt eine Treppe, genannt „Himmelsleiter“, mit 126 Stufen vom Elbe-Urstromtal den Geesthang hinauf zur oben befindlichen Elbchaussee.

## Geschichte
1674 wurde Övelgönne erstmals im Kirchenbuch der Gemeinde Ottensen erwähnt, zu der der Ort gehörte. 1731 wurde Övelgönne selbstständig und kam nach Bildung der Kreise in Schleswig-Holstein 1867 zum Kreis Pinneberg, dem es bis zu seiner Eingemeindung in die kreisfreie Stadt Altona 1890 angehörte.
In den Jahren 1925/26 befand sich unterhalb von Schröders Elbpark am Övelgönner Hohlweg ein Wasserflughafen für die erste deutsche Wasserflugline. Junkers F 13 verkehrten in der Zeit zweimal täglich auf der Wasserfluglinie Altona–Dresden mit Zwischenstopp in Magdeburg.
Am Övelgönner Strand befanden sich früher Schiffswerften, von denen heute nur noch bei Niedrigwasser sichtbare Holzstämme zeugen, über die die Schiffe zu Wasser gelassen wurden.

## Museumshafen
In Övelgönne ist auch der Museumshafen Oevelgönne mit der Ausstellung historischer Wasserfahrzeuge beheimatet. Durch die geplante Zusammenarbeit mit hamburgischen Museen setzte sich der Begriff Museumshafen bei Gründung des Vereins durch. Der Museumshafen Oevelgönne e. V. ist der älteste deutsche Museumshafen in privater Trägerschaft. Einige Schiffe sind Vereinseigentum. Ziel ist die Erhaltung von Wasserfahrzeugen, wie den segelnden Fischerei- und Frachtfahrzeugen der Niederelbe sowie aus dem Nord- und Ostseeraum (Kutter, Ewer und Tjalken), die unter Dampf fahrenden Hafenfahrzeuge (Schlepper), Dienstfahrzeuge mit Motorantrieb (Polizei, Zoll, Feuerschiff) und die Hafenumschlagstechnik (Kräne und Hebezeuge). Am Kai sind Schilder mit Informationen zu den zeitweise vor Ort liegenden Schiffen aufgestellt.
Zwischen Museumshafen und dem Elbstrand verläuft der Neue Elbtunnel, zu erkennen an einem Belüftungsbauwerk, dem Belüfterbauwerk Mitte.

## Sehenswürdigkeiten

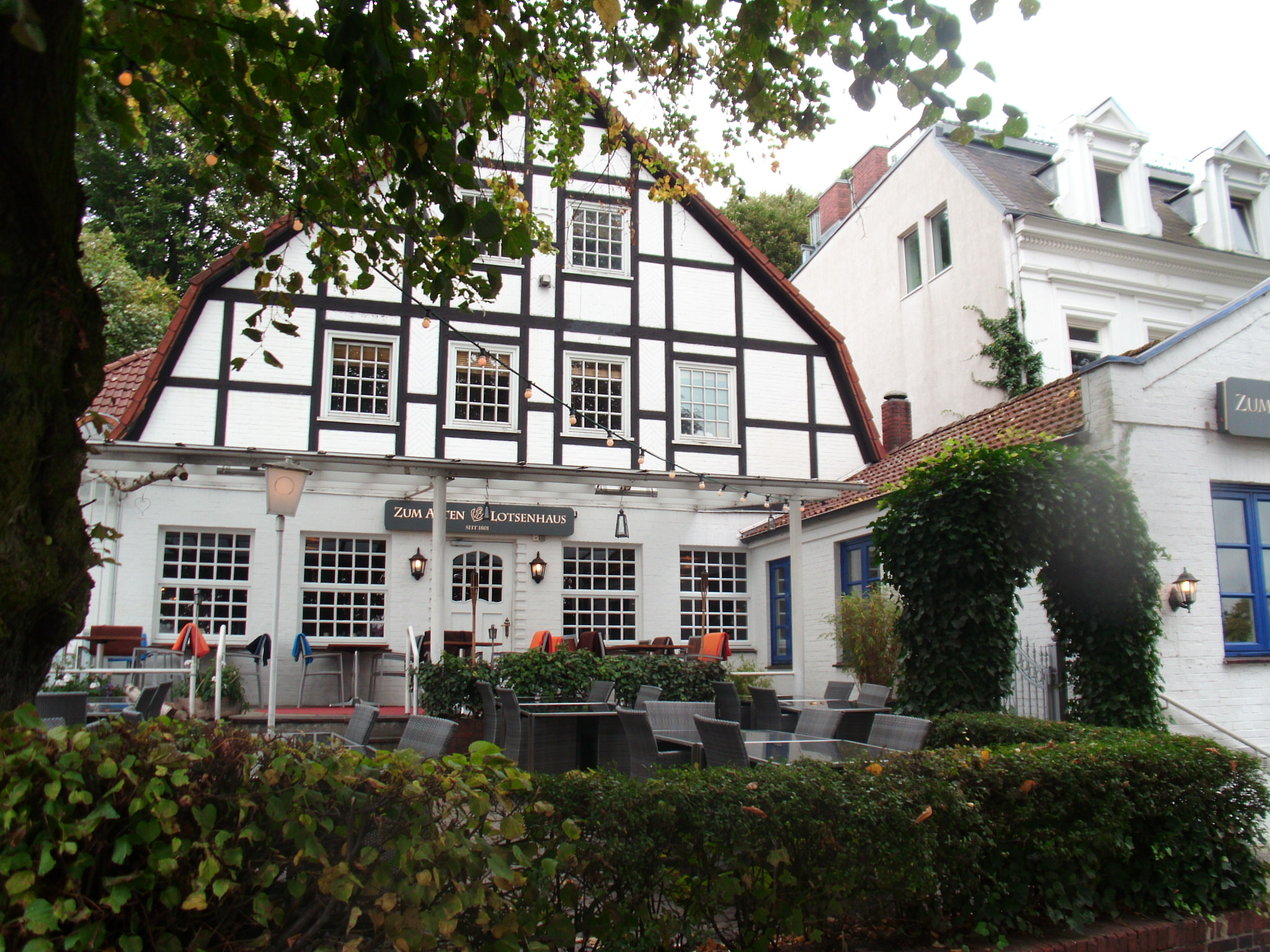
Zum Alten Lotsenhaus, Övelgönne 13

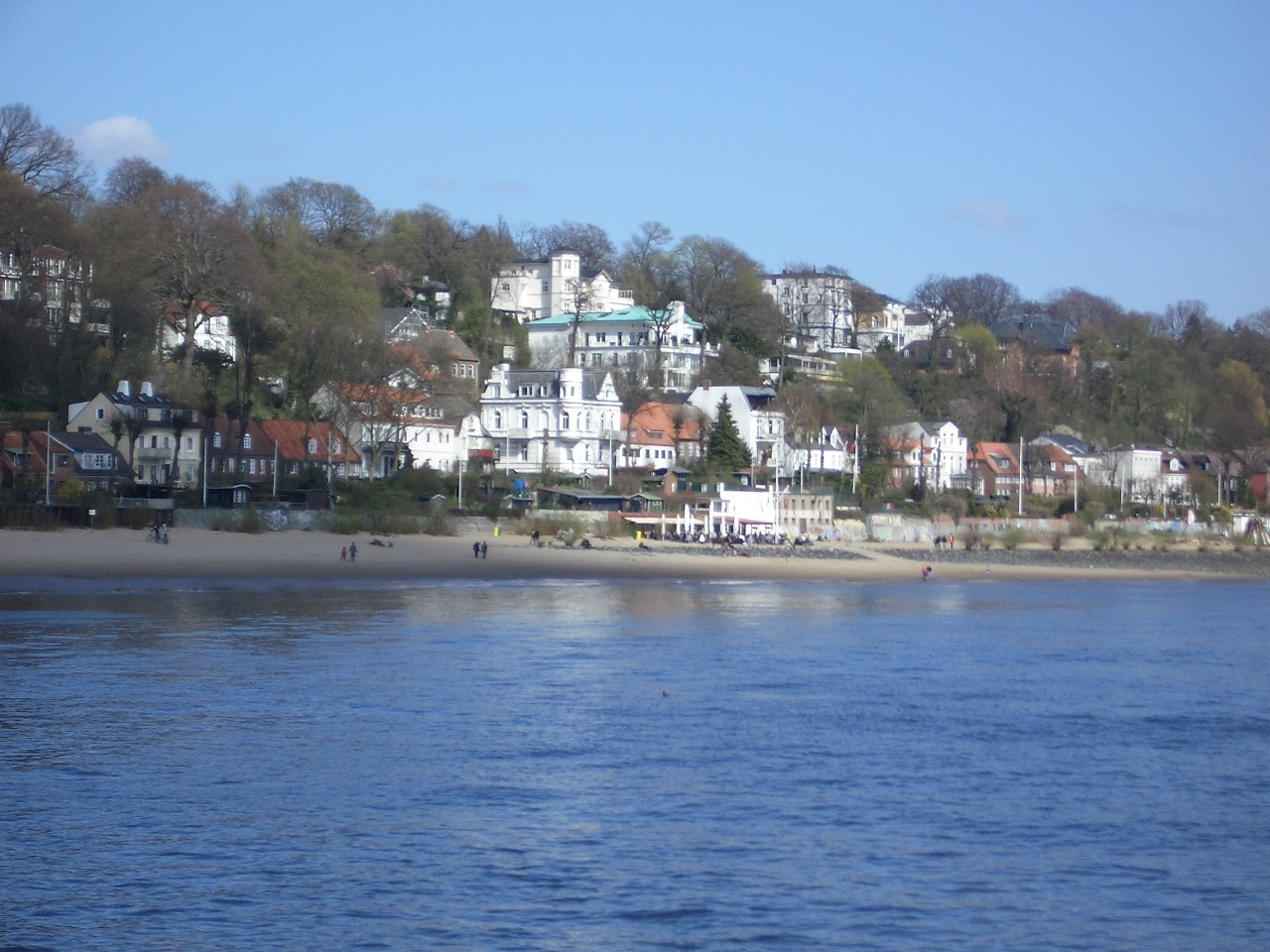
Elbstrand von Övelgönne mit Strandperle

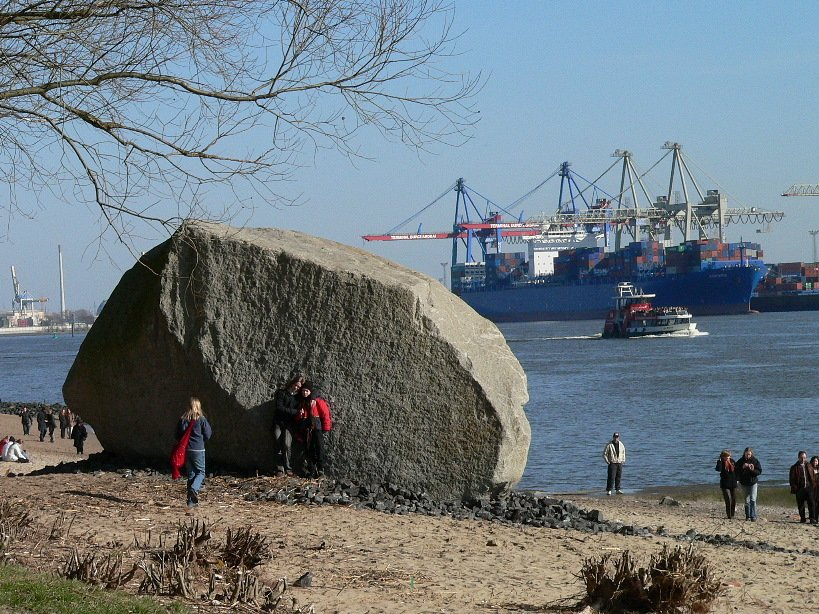
Findling „Der alte Schwede“ am Elbstrand

Der Strand ist ein beliebtes Ausflugsziel zum Spazierengehen, Joggen und Grillen für die Hamburger Bevölkerung. Zu Ostern wurden dort Osterfeuer entzündet, um den Sommer willkommen zu heißen, bevor es 2011 von der Stadt Hamburg verboten wurde. Dort befindet sich auch das Cafe Strandperle, das seit Anfang der 1970er Jahre besteht und laut Autor Frank Rumpf die „Mutter aller innerstädtischen Beachklubs“ ist. Auch in der Folge Der Flußpirat der Kultserie Großstadtrevier und dem Buch Ferien für immer von Christian Kracht und Eckhart Nickel wird es erwähnt.
Im Alten Lotsenhaus wurde am 13. Januar 1745 die Lotsenbrüderschaft gegründet, die sich um die Versorgung von Witwen und Waisen gestorbener Elblotsen kümmerte. Im Jahr 1801 wurde das Alte Lotsenhaus in ein Gasthaus umgewandelt und ist somit, da es heute noch in Betrieb ist, eine der ältesten Gaststätten Hamburgs.
Die Oevelgönner Seekiste, Övelgönne 61, war nach Aussage ihres Begründers, Käppen Heinrich Lührs, das „lustigste“ Hamburger Privatmuseum. Zehn Jahre nach seinem Tod im Jahre 1989 übernahm seine Schwiegertochter Uschi Lührs die unterhaltsame Führung durch dieses einzigartige Sammelsurium maritimer Kuriositäten. Das Museum wurde Anfang 2022 aus privaten Gründen geschlossen und die Ausstellungsstücke versteigert.
Am Elbstrand liegt ein Findling, genannt „Der alte Schwede“, der ein Gewicht von 217 Tonnen, einen Umfang von 19,7 Metern und eine Höhe von 4½ Metern hat. Er wurde bei der Ausbaggerung der Unterelbe gefunden und am 23. Oktober 1999 geborgen.

## Övelgönne in Literatur und Kunst
Der Hamburger Schriftsteller und Maler Hans Leip (Dichter der Lili Marleen) setzte Övelgönne in seinem Roman Jan Himp und die kleine Brise ein Denkmal. Der Maler Ali Schindehütte verewigte Övelgönne in seinem Bildband Die Kinder von Övelgönne.

## Persönlichkeiten
- Ernst Dreyer (1816–1899), Altonaer Schiffsbauer, Reeder, Mitgründer des Altonaer Museums sowie des Seebades Westerland wohnte lange Zeit auf seinem Anwesen „Dreyer’s Lust“ (an der Elbchaussee) in Övelgönne.
- Käppen Heinrich Lührs (1908–1989) führte Jung und Alt mit viel Liebe und trockenem Humor durch seine Oevelgönner Seekiste.[10]
- Kurt Siemers (1873–1944), Kaufmann, Reeder und Bankier, wurde in Övelgönne geboren.
- In Övelgönne wohnte lange Zeit auch der Schriftsteller Peter Rühmkorf, der aber wegen seiner Krankheit nach Schleswig-Holstein zog, wo er seinen Lebensabend verbrachte.
- Das Romandebüt Wie die Wilden des gebürtigen Övelgönner Autors Jan Jepsen ist eine Hommage an dessen Kindheit am Elbstrand.
- Der Koch Tim Mälzer betrieb an der Grenze zu Övelgönne, in Neumühlen, sein Restaurant „Das weiße Haus“.
- Ina von Grumbkow (1872–1942), Reiseschriftstellerin.